# Anould
Anould  (/an.uld/) est une commune française située dans le département des Vosges, en région Grand Est (ex-Lorraine).
Ses habitants sont appelés les Aulnois  et les Aulnoises .

## Géographie

### Localisation
La commune est située dans la vallée de la Meurthe à 12 km en amont de Saint-Dié-des-Vosges, à 16 km de Gérardmer par le col du Plafond (621 m) et à 43 km de Colmar par le col du Bonhomme (949 m).

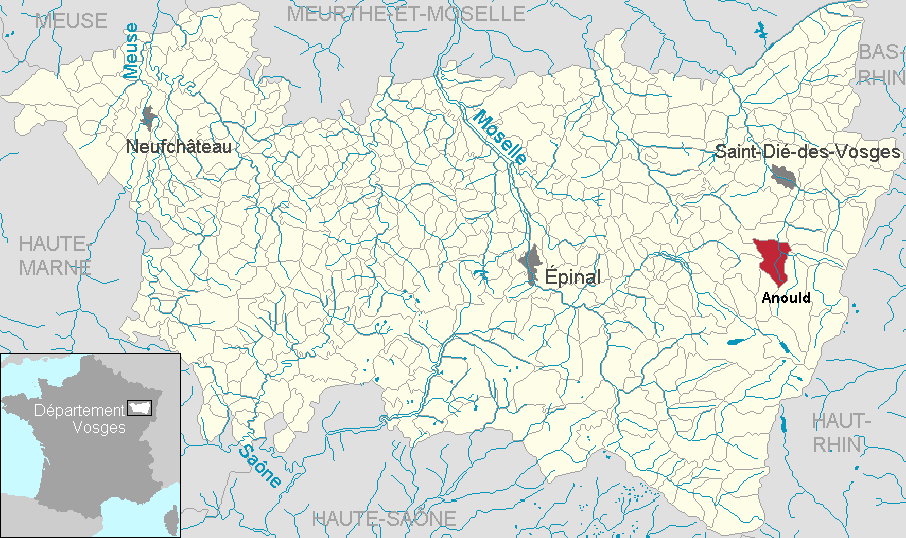
Localisation dans le département.

### Communes limitrophes
| Saint-Léonard         | Saint-Léonard                   | Mandray                       |
| Corcieux La Houssière | Anould                          | Fraize Ban-sur-Meurthe-Clefcy |
| Gerbépal              | Ban-sur-Meurthe-Clefcy Gerbépal | Ban-sur-Meurthe-Clefcy        |

### Géologie et relief
La vallée de la Meurthe est large et plate, à des altitudes de 475 m en amont, à la limite de Fraize, et de 430 m en aval, aux limites de Saint-Léonard.
Le point culminant de la commune est à 933 mètres à la roche des Fées,, au-dessus du hameau des Fourneaux, au point d'intersection des limites des communes d'Anould, Ban-sur-Meurthe et Gerbépal. C'est un amas de blocs granitiques, adossés l'un à l'autre.

### Sismicité
La commune est située en zone de sismicité modérée.

### Hydrographie et les eaux souterraines
Hydrogéologie et climatologie : Système d’information pour la gestion des eaux souterraines du bassin Rhin-Meuse :
Territoire communal : Occupation du sol (Corinne Land Cover); Cours d'eau (BD Carthage),
Géologie : Carte géologique; Coupes géologiques et techniques,
 Hydrogéologie : Masses d'eau souterraine; BD Lisa; Cartes piézométriques.

#### Réseau hydrographique
La commune est située dans le Bassin versant du Rhin au sein du Bassin Rhin-Meuse. Elle est drainée par la Meurthe, le ruisseau de l'Anoux, le ruisseau de Chalgoutte et le ruisseau de Sarupt,.
La Meurthe, d'une longueur totale de 160,6 km, prend sa source dans la commune du Valtin et se jette dans la Moselle à Pompey, après avoir traversé 53 communes.

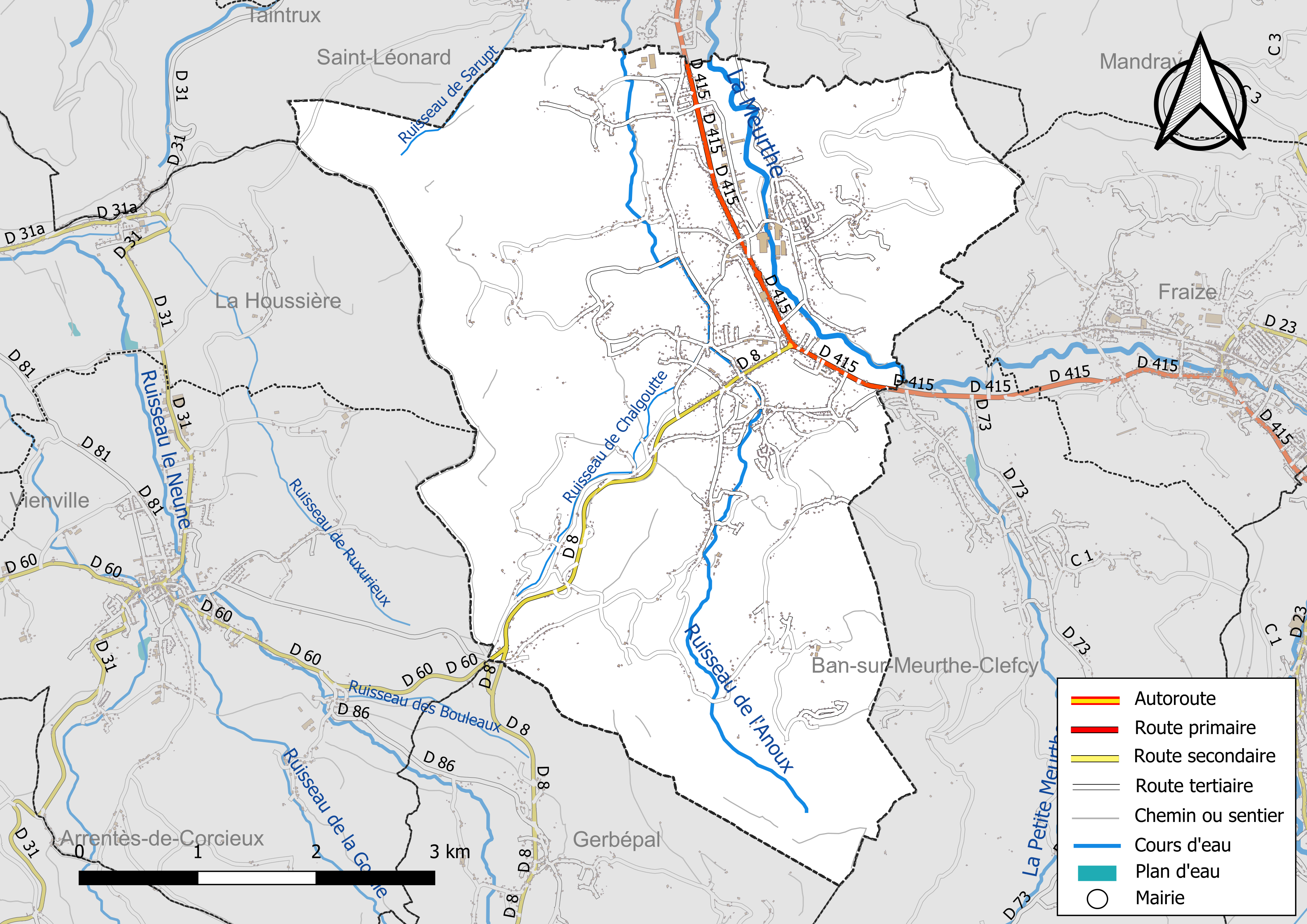
Réseaux hydrographique et routier d'Anould.

Le ruisseau de l'Anoux, d'une longueur totale de 12,4 km, prend sa source dans la commune et se jette dans la Meurthe à Saulcy-sur-Meurthe.

### Climat
Pour des articles plus généraux, voir Climat du Grand Est et Climat des Vosges.
En 2010, le climat de la commune est de type climat de montagne, selon une étude du Centre national de la recherche scientifique s'appuyant sur une série de données couvrant la période 1971-2000. En 2020, Météo-France publie une typologie des climats de la France métropolitaine dans laquelle la commune est exposée à un climat semi-continental et est dans la région climatique Vosges, caractérisée par une pluviométrie très élevée (1 500 à 2 000 mm/an) en toutes saisons et un hiver rude (moins de 1 °C).
Pour la période 1971-2000, la température annuelle moyenne est de 9,1 °C, avec une amplitude thermique annuelle de 16,8 °C. Le cumul annuel moyen de précipitations est de 1 275 mm, avec 13,7 jours de précipitations en janvier et 10,9 jours en juillet. Pour la période 1991-2020, la température moyenne annuelle observée sur la station météorologique de Météo-France la plus proche, « Gérardmer », sur la commune de Gérardmer à 14 km à vol d'oiseau, est de 9,1 °C et le cumul annuel moyen de précipitations est de 1 797,3 mm. 
La température maximale relevée sur cette station est de 37 °C, atteinte le 7 août 2015 ; la température minimale est de −20,5 °C, atteinte le 20 décembre 2009,,.
Les paramètres climatiques de la commune ont été estimés pour le milieu du siècle (2041-2070) selon différents scénarios d'émission de gaz à effet de serre à partir des nouvelles projections climatiques de référence DRIAS-2020. Ils sont consultables sur un site dédié publié par Météo-France en novembre 2022.

### Voies de communications et transports

#### Voies routières
La commune se situe au carrefour des routes départementales D8 et D415.
Une piste cyclable prend son départ à Plainfaing pour mener à Saint-Léonard ; elle constitue la Voie Verte de la Haute-Meurthe.

#### Transports en commun

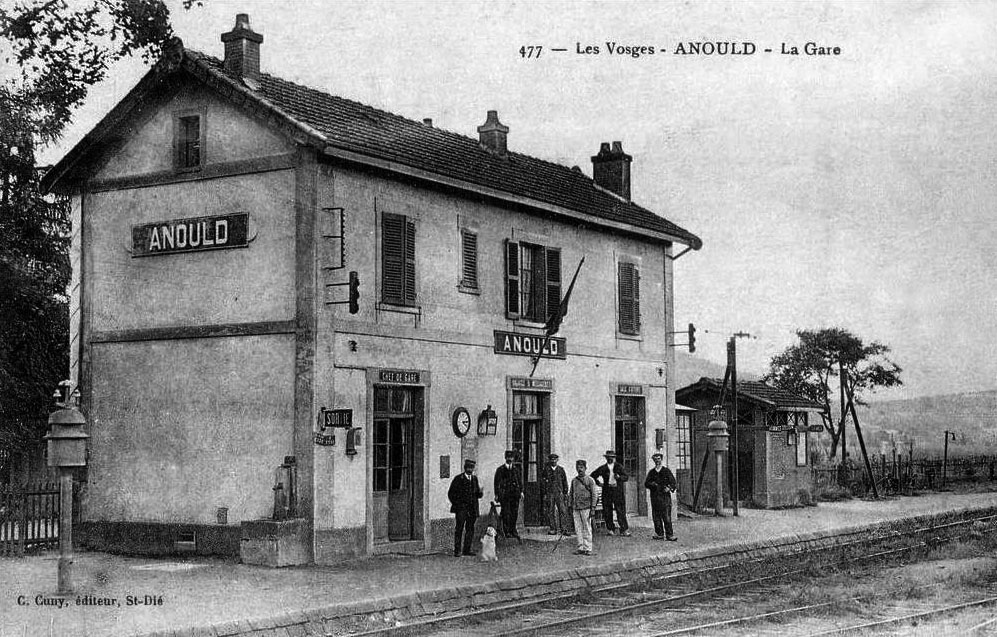
Ancienne gare.

- Fluo Grand Est.

La commune est desservie, en 2023, par le réseau Sylvia mis en place par la communauté d'agglomération de Saint-Dié-des-Vosges.

#### Lignes SNCF
- Gare de Saint-Dié-des-Vosges.

## Urbanisme

### Typologie
Au 1er janvier 2024, Anould est catégorisée bourg rural, selon la nouvelle grille communale de densité à sept niveaux définie par l'Insee en 2022. Elle appartient à l'unité urbaine de Saint-Dié-des-Vosges, une agglomération intra-départementale regroupant 16 communes, dont elle est une commune de la banlieue,,. Par ailleurs la commune fait partie de l'aire d'attraction de Saint-Dié-des-Vosges, dont elle est une commune de la couronne,. Cette aire, qui regroupe 47 communes, est catégorisée dans les aires de 50 000 à moins de 200 000 habitants,.

### Occupation des sols
L'occupation des sols de la commune, telle qu'elle ressort de la base de données européenne d’occupation biophysique des sols Corine Land Cover (CLC), est marquée par l'importance des forêts et milieux semi-naturels (48,9 % en 2018), une proportion sensiblement équivalente à celle de 1990 (49 %). La répartition détaillée en 2018 est la suivante : forêts (46 %) dont une bonne partie appartient à la commune, prairies (28,3 %), zones agricoles hétérogènes (12,3 %), zones urbanisées (10,5 %), milieux à végétation arbustive et/ou herbacée (2,9 %). L'évolution de l’occupation des sols de la commune et de ses infrastructures peut être observée sur les différentes représentations cartographiques du territoire : la carte de Cassini (XVIIIe siècle), la carte d'état-major (1820-1866) et les cartes ou photos aériennes de l'IGN pour la période actuelle (1950 à aujourd'hui).

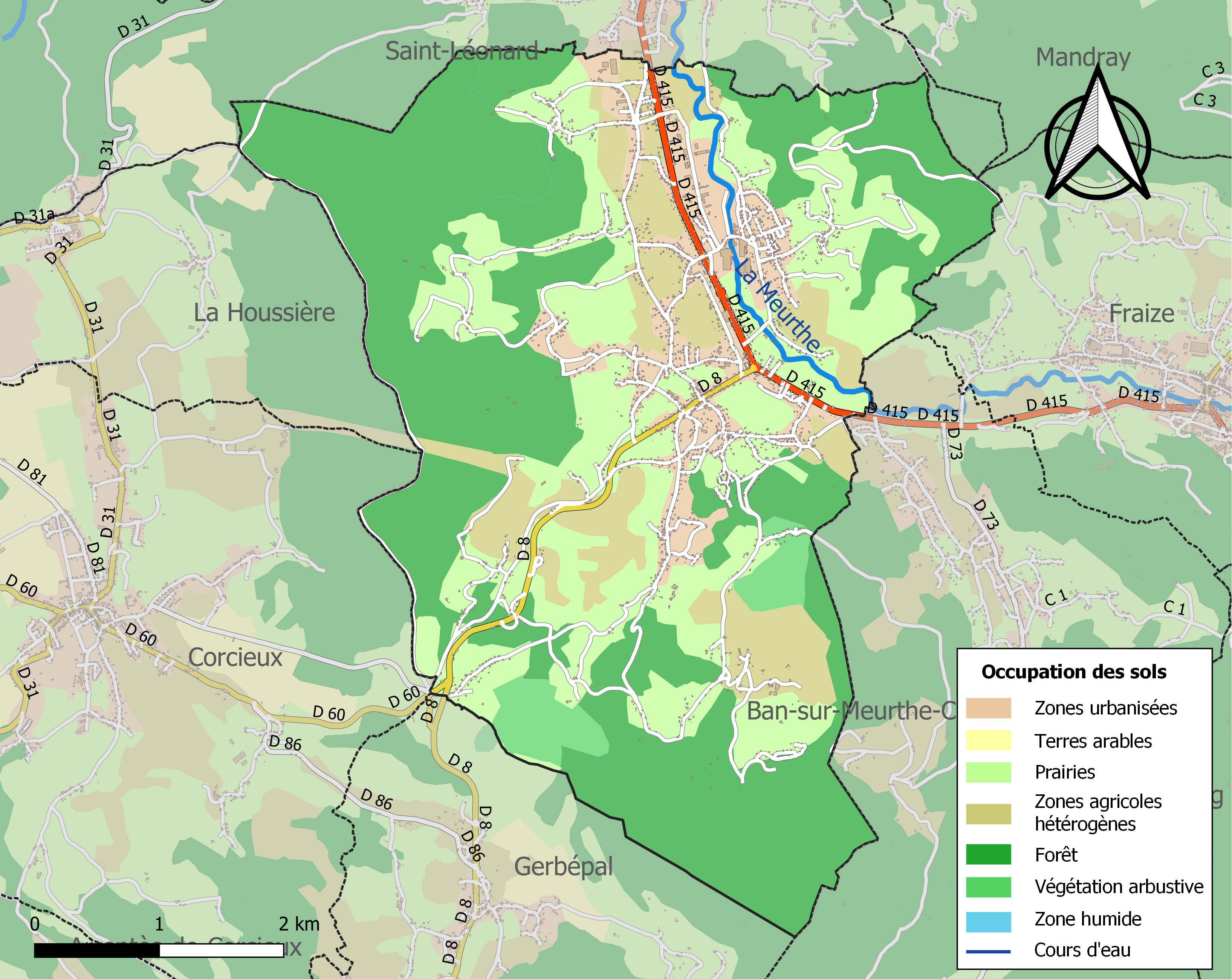
Carte des infrastructures et de l'occupation des sols de la commune en 2018 (CLC).

## Toponymie
La forme la plus ancienne du toponyme d’Anould (Alnus) remonte au moins à 1188.
- Alnus, 1188[22]
- In banno d’Anos, 1200[23],
- Alnous, 1203[23]
- Anous, 1204[24]
- Anos, 1222[23]
- Anoulz, 1272[25]
- Annouz, 1284[26]
- Annoux, 1284[27]
- Anolz, 1290[28]
- Aunes, pour Annos, 1290[29]
- Anouz, 1291[28]
- Anouz, 1295[30]
- Annoulz, 1295[31]
- Ainous, XIIIe siècle[28]
- La perroche d’Annolz, 1307[28]
- Annelz, 1309[28]
- Annouz, 1312[32]
- Alnouz, 1321[33]
- Anoul, 1370[34]
- Alnoz, 1378[28]
- Alnous, 1380[35]
- Anour, 1390[36]
- Aulnour, XIVe siècle[37]
- Alnour, XIVe siècle[37]
- Alnoul, XIVe siècle[38]
- Alnou, 1456[37]
- Doien d’Alnoud, 1479[39]
- Anou, 1486[40]
- Alnou, 1486[40]
- Anoult, 1575[40]
- Anoul, 1594[41]
- Anould, XVIe siècle[42]
- Alnould, 1633[43]
- Le ban d’Anous, 1656[44]
- Le ban d’Onoud, 1656[45]
- Anoux, 1701[46]
- Annoux, 1711[47]
- Alnodium, 1768[48]
- Anould, dit Le ban d’Anould[49]

Il existe trois hypothèses sur l'origine du nom Anould :
1. Anould, du latin alnus qui signifie « aulne » ou « aune », serait le « lieu planté d'aulnes », comme Fraize, village voisin d'Anould, serait le « lieu planté des frênes » (du latin fraxinus) et Saulcy le « lieu planté de saules (du latin salix) ;
2. Le latin anoldium signifierait « aux nœuds », du fait de la croisée des chemins bordés d'arbrisseaux joignant la chapelle aux hameaux[50] ;
3. Selon Pierre Colin, Anould, dans sa forme Alnodium, provient de l'altération du gallo-romain Ad noldium qui signifie « le lieu qui mène à la prairie »[51].

## Histoire
Anciennement village pastoral, ce lieu comptait de nombreux pâturages. Entre les XVIe et XVIIe siècles, une période marquée par l'essor du pastoralisme dans la vallée, une chaume fut créée au lieu-dit La Fosse, grâce à la concession de parcelles. Cette chaume est aujourd'hui une ferme située sur le territoire de la commune d'Anould.
Jusqu'en 1671, époque de son érection en cure, la paroisse de Clefcy est une dépendance d’Anould. L’église est dédiée à saint Antoine, abbé ; elle relève du diocèse et du doyenné de Saint-Dié. La cure est à la collation du chapitre de Saint-Dié et au concours.
En 1710, le ban d’Anould comprend, outre le territoire de la commune actuelle, le finage de Sainte-Marguerite et fait partie du bailliage et de la prévôté de Saint-Dié.
En 1751, le ban d’Anould est composé d’Anould, La Hardalle, Dévelines, Les Granges, Chalgoutte, Les Gouttes, Braconcel, Sainte-Marguerite, Le Paire, Gerhaudel, Le Souche, Vachères et Le Vic en partie. En 1754, Anould fait toujours partie du bailliage et de la prévôté de Saint-Dié mais est régi par les lois et les coutumes de Lorraine.
À partir de 1790, Anould fait partie du district de Saint-Dié et du canton de Saint-Léonard.
L'église, la mairie et le groupe scolaire ont été détruits par les Allemands en 1944. Les papeteries du Souche, parmi les plus importantes des Vosges, sont anéanties. La commune a considérablement souffert : sur les 551 maisons qu'elle comptait avant-guerre, les Allemands en détruisirent 490 par le feu ou par la dynamite du 15 au 18 novembre 1944. Le nombre de sinistrés fut de 1725. Anould est titulaire de la Croix de guerre 1939-1945.

## Politique et administration

### Tendances politiques
Lors des scrutins électoraux nationaux, la commune vote plus à l’extrême droite que le reste de la France. À l’occasion de l’élection présidentielle de 2017, à rebours des résultats nationaux, Marine Le Pen (FN) arrive en tête du second tour avec 55 % des voix. Au second tour de l’élection présidentielle de 2022, celle-ci arrive à nouveau première, cette fois avec plus de 63 % des suffrages.

### Liste des maires
| Période                                  | Période  | Identité                    | Étiquette | Qualité                                          |
| ---------------------------------------- | -------- | --------------------------- | --------- | ------------------------------------------------ |
| Les données manquantes sont à compléter. |          |                             |           |                                                  |
| 1971                                     | 1983     | Guy Delacôte (1906-1987)    | DVG       | Polytechnicien, ingénieur du corps des mines     |
| 1983                                     | 1995     | Alain Schieffer (1940-2021) |           | Médecin                                          |
| 1995                                     | 1997     | Jean Lavielle               |           |                                                  |
| 1997                                     | En cours | Jacques Hestin (1962-)      | DVD       | Premier surveillant à la maison d’arrêt d’Épinal |

### Budget et fiscalité 2022

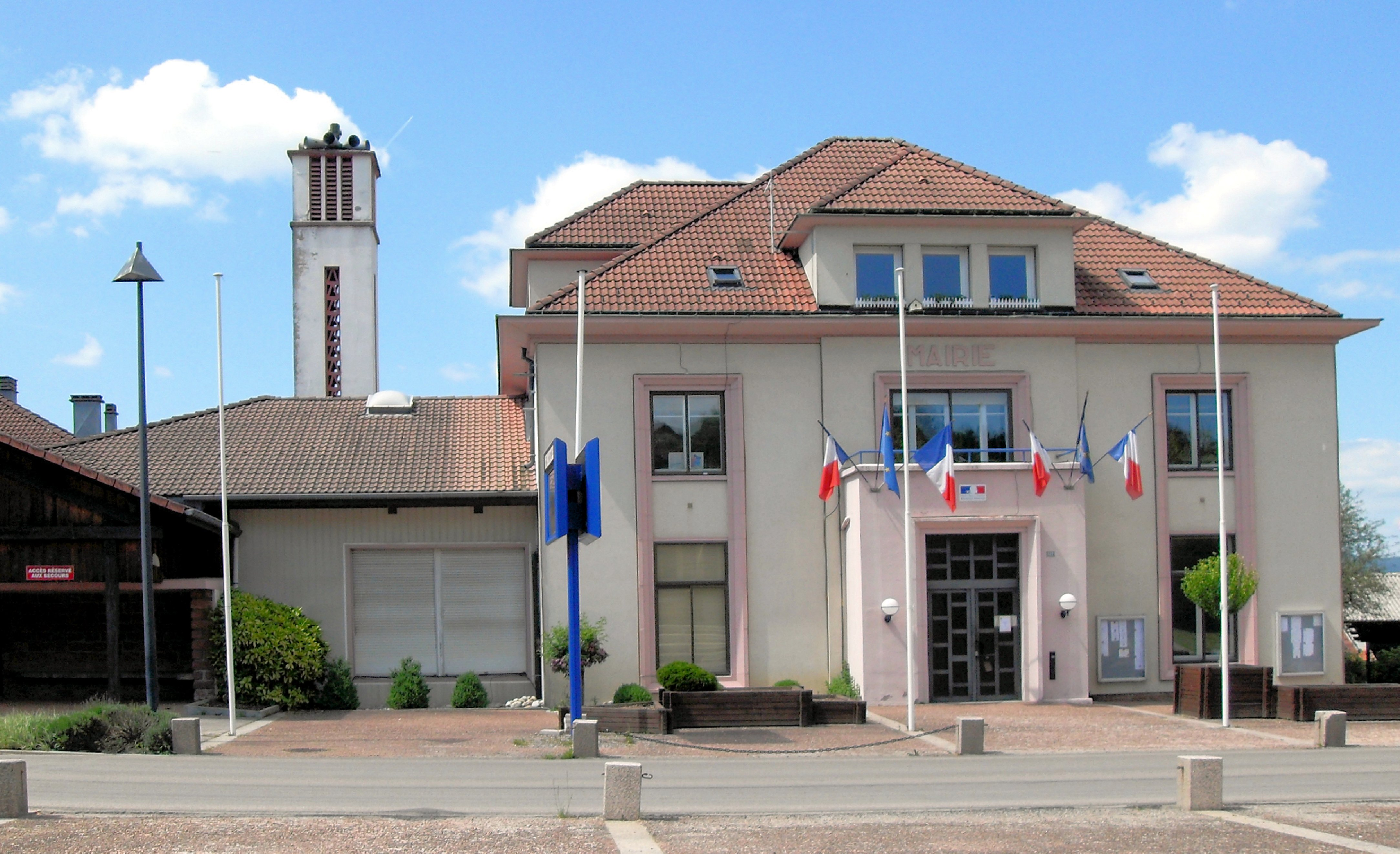
La mairie.

En 2022, le budget de la commune était constitué ainsi :
- total des produits de fonctionnement : 2 438 000 €, soit 710 € par habitant ;
- total des charges de fonctionnement : 2 163 000 €, soit 629 € par habitant ;
- total des ressources d'investissement : 229 000 €, soit 67 € par habitant ;
- total des emplois d'investissement : 396 000 €, soit 120 € par habitant ;
- endettement : 413 000 €, soit 120 € par habitant.

Avec les taux de fiscalité suivants :
- taxe d'habitation : 17,31 % ;
- taxe foncière sur les propriétés bâties : 36,54 % ;
- taxe foncière sur les propriétés non bâties : 23,17 % ;
- taxe additionnelle à la taxe foncière sur les propriétés non bâties : 0,00 % ;
- cotisation foncière des entreprises : 0,00 %.

Chiffres clés Revenus et pauvreté des ménages en 2021 : médiane en 2021 du revenu disponible, par unité de consommation : 21 740 €.

### Jumelages
Schöneck (Allemagne), ville du Land de Hesse.

## Population et société

### Démographie

#### Évolution démographique
Les habitants sont nommés les « Aulnois » et les habitantes les « Aulnoises ».
L'évolution du nombre d'habitants est connue à travers les recensements de la population effectués dans la commune depuis 1793. Pour les communes de moins de 10 000 habitants, une enquête de recensement portant sur toute la population est réalisée tous les cinq ans, les populations de référence des années intermédiaires étant quant à elles estimées par interpolation ou extrapolation. Pour la commune, le premier recensement exhaustif entrant dans le cadre du nouveau dispositif a été réalisé en 2006.

En 2022, la commune comptait 3 262 habitants, en évolution de −2,34 % par rapport à 2016 (Vosges : −2,96 %, France hors Mayotte : +2,11 %).
| 1793  | 1800  | 1806  | 1821  | 1831  | 1836  | 1841  | 1846  | 1856  |
| ----- | ----- | ----- | ----- | ----- | ----- | ----- | ----- | ----- |
| 1 395 | 1 469 | 1 621 | 1 871 | 2 234 | 2 375 | 2 532 | 2 654 | 2 793 |

| 1861  | 1866  | 1872  | 1876  | 1881  | 1886  | 1891  | 1896  | 1901  |
| ----- | ----- | ----- | ----- | ----- | ----- | ----- | ----- | ----- |
| 2 813 | 2 815 | 2 771 | 3 072 | 3 141 | 3 118 | 3 135 | 3 127 | 3 216 |

| 1906  | 1911  | 1921  | 1926  | 1931  | 1936  | 1946  | 1954  | 1962  |
| ----- | ----- | ----- | ----- | ----- | ----- | ----- | ----- | ----- |
| 3 320 | 3 225 | 3 039 | 2 865 | 2 539 | 2 511 | 1 566 | 2 252 | 2 457 |

| 1968  | 1975  | 1982  | 1990  | 1999  | 2006  | 2011  | 2016  | 2021  |
| ----- | ----- | ----- | ----- | ----- | ----- | ----- | ----- | ----- |
| 2 642 | 2 700 | 2 885 | 2 960 | 2 992 | 3 217 | 3 363 | 3 340 | 3 301 |

| 2022  | - | - | - | - | - | - | - | - |
| ----- | - | - | - | - | - | - | - | - |
| 3 262 | - | - | - | - | - | - | - | - |

### Enseignement
Établissements d'enseignements :
- La commune compte deux écoles maternelles et deux écoles primaires (La Hardalle et le Souche)[65].
- Collèges à Fraize, Corcieux, Saint-Dié-des-Vosges.
- Lycées à Saint-Dié-des-Vosges.

### Santé
Professionnels et établissements de santé :
- Anould compte plusieurs médecins[67] et infirmiers :
- Pharmacies à Anould, Fraize, Plainfaing, Saulcy-sur-Meurthe.
- Hôpitaux à Fraize, Gerbépal, Le Bonhomme, Gérardmer.

### Cultes
- De tradition catholique, la commune appartient à la paroisse Notre-Dame-du-Val de Meurthe (diocèse de Saint-Dié)[68]. Son église est dédiée à saint Antoine.

## Économie

### Agriculture
- Apiculteur[69].
- Agriculteurs, éleveurs.

### Tourisme

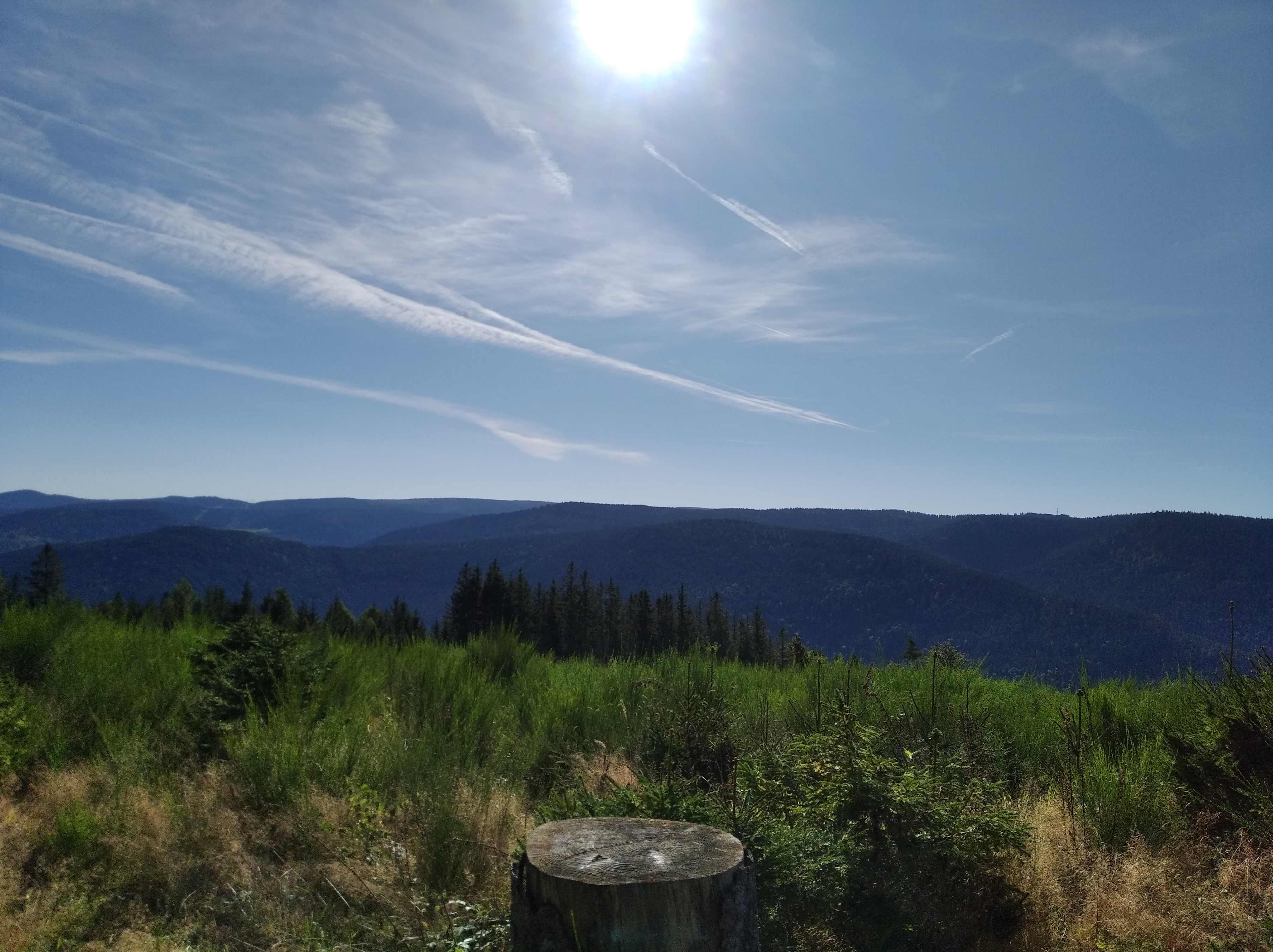
Paysage aux abords de la roche des Fées.

Les hauteurs ouest et sud de la commune sont parcourues par le sentier de grande randonnée 533, presque entièrement forestier, qui passe par le col du Plafond et par le point culminant des lieux, la roche des Fées (937 m).
Les labels obtenus par la commune témoignent de son orientation en matière de tourisme et de cadre de vie :
- office de tourisme classé en catégorie II ;
- deux fleurs au concours des villes et villages fleuris ;
- deux cœurs au titre du label « Ma commune a du cœur »[71].

### Commerces
- Commerces et services de proximité.

### Industrie
L'industrie, liée aux eaux de la Meurthe, s'est développée dès la monarchie de Juillet. La papeterie du Souche, construite en 1875 par Camille Metenett pour compte de tiers, est la dernière papeterie de la vallée de la Haute-Meurthe. Elle a employé jusqu'à 850 personnes et assuré le développement du village. Le déclin s'est poursuivi dans les dernières décennies du XXe siècle, avec des changements successifs de propriétaires et une diminution constante des emplois. La fermeture définitive est intervenue en 2013. Une réhabilitation partielle du site, avec l'installation d'autres entreprises, a eu lieu depuis.

## Culture locale et patrimoine

### Lieux et monuments

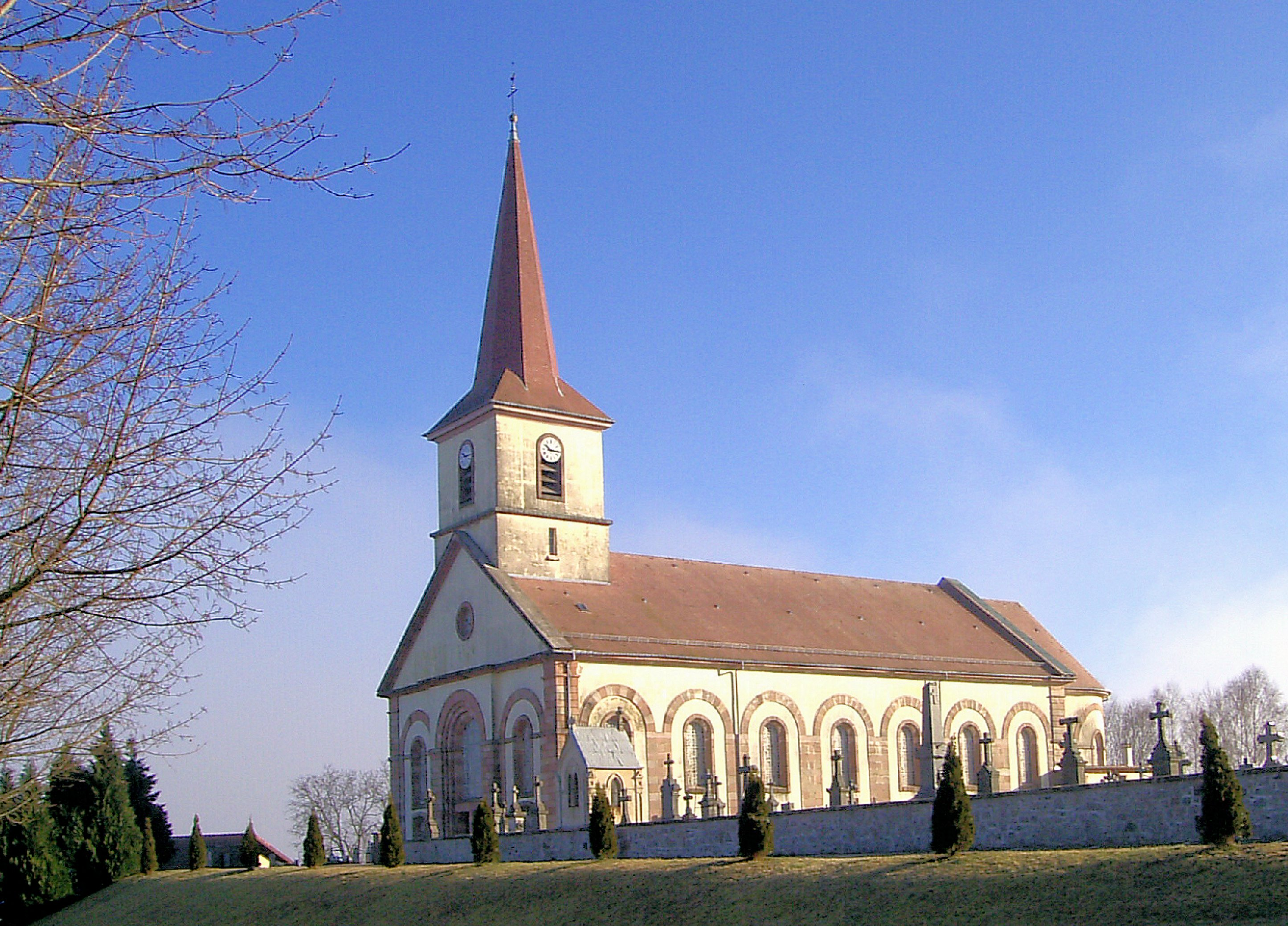
L’église Saint-Antoine.
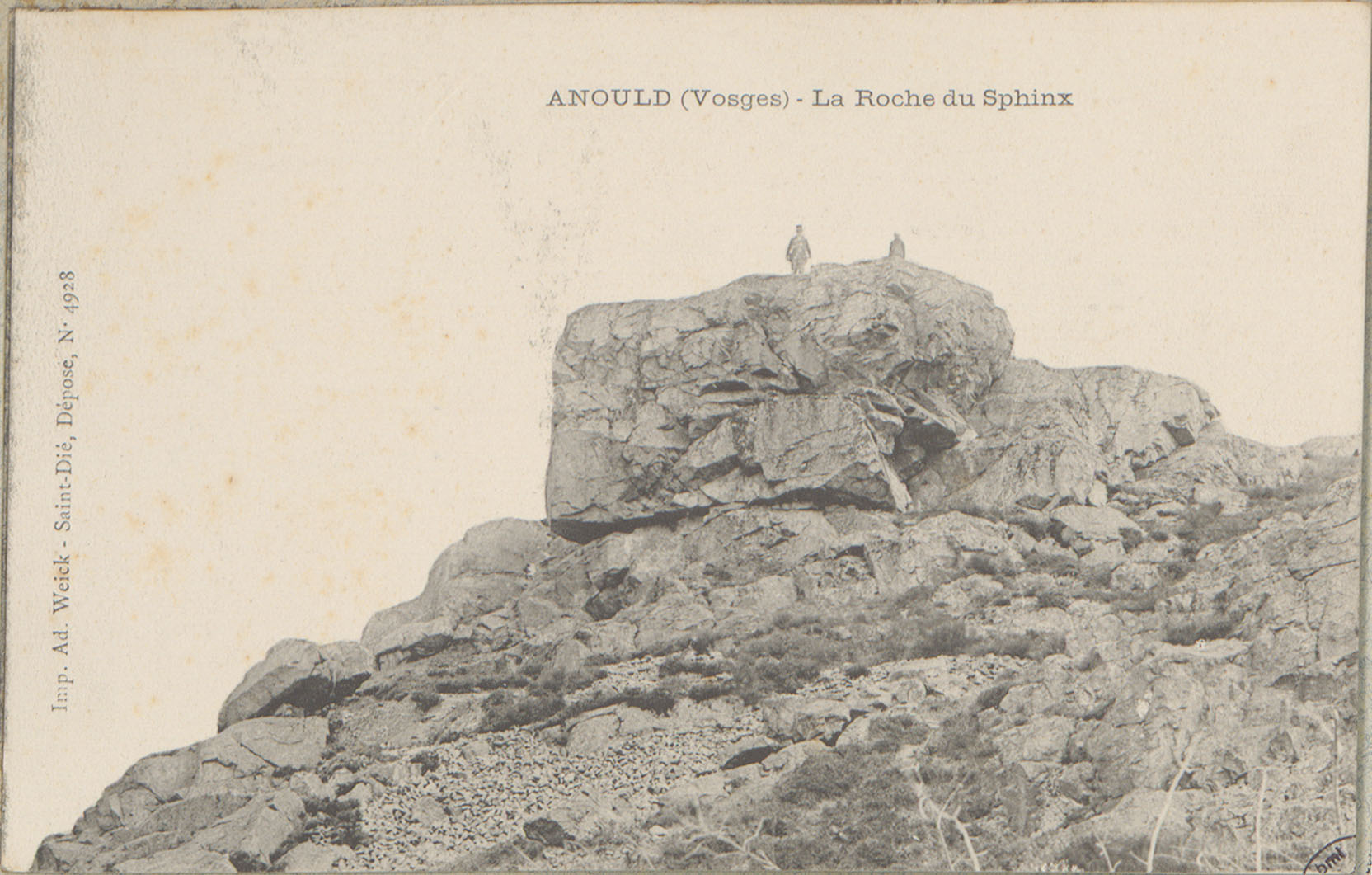
Roche du Sphinx (carte postale Adolphe Weick).
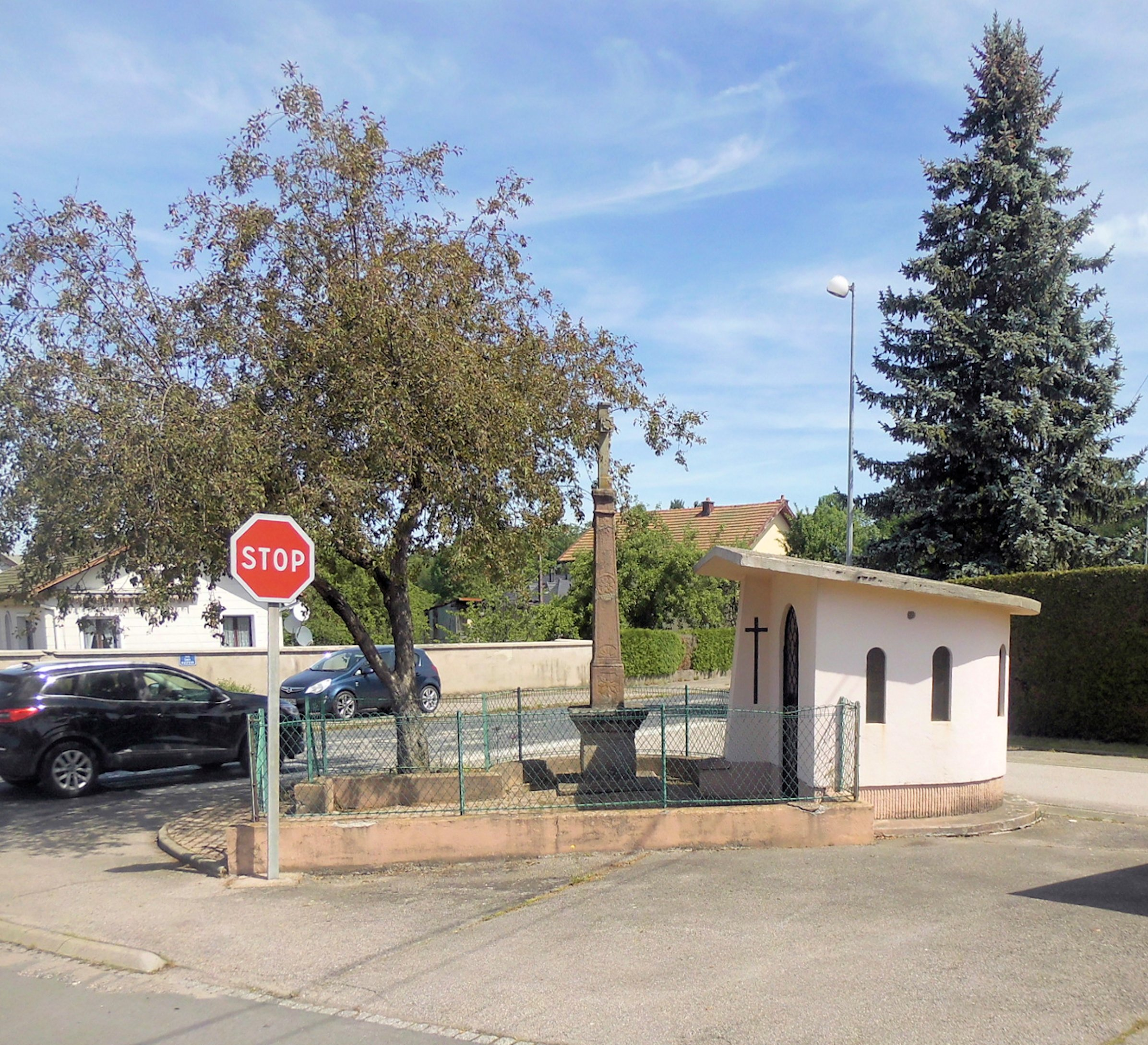
Oratoire Sainte-Richarde.
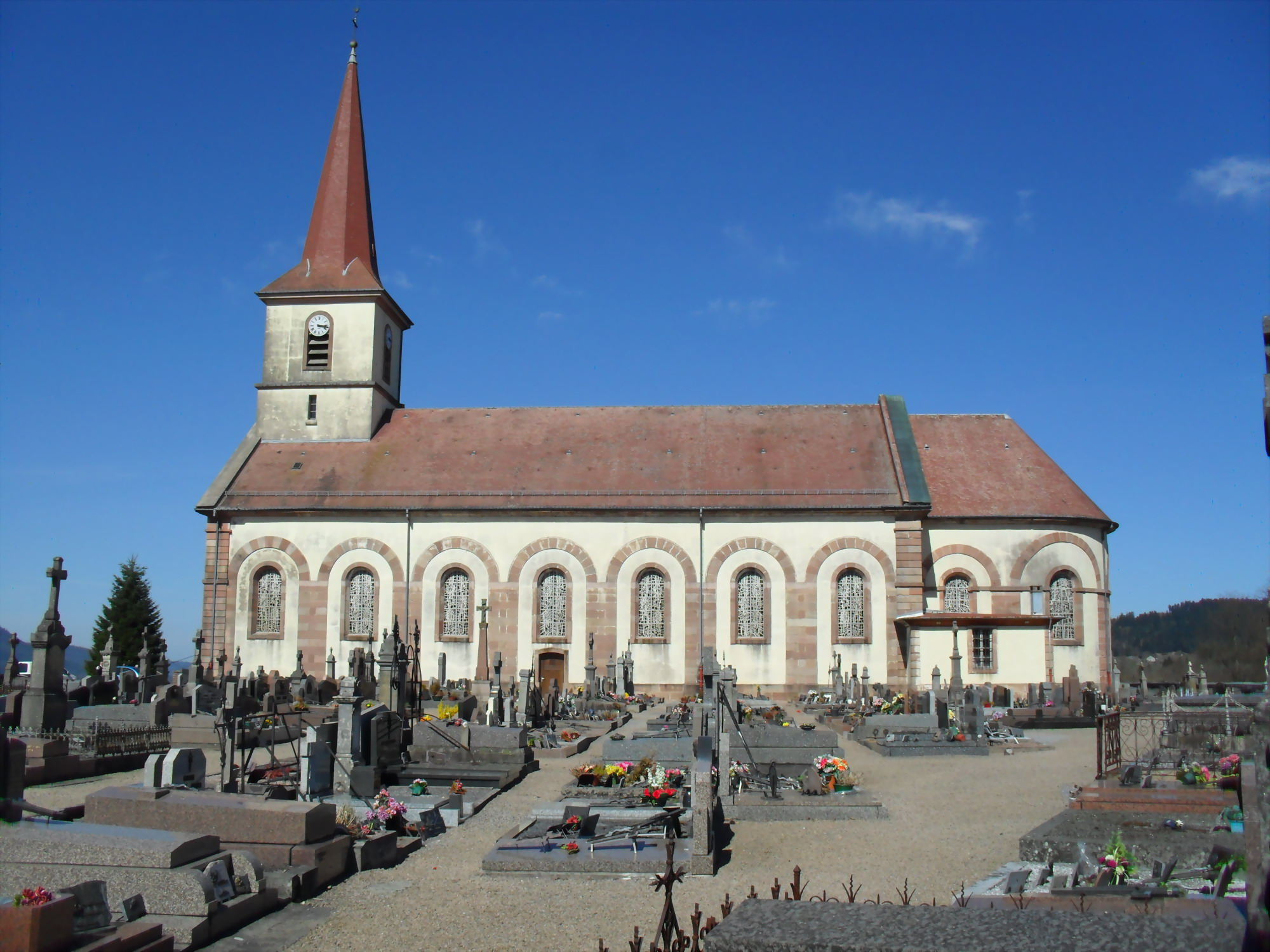
Nouveau cimetière près de l'église Saint-Antoine.

- Église Saint-Antoine[76], bâtie à partir de 1828, reconstruite après 1944 :
  - les vitraux des 27 baies de l'église paroissiale, conçus par François Boleslas de Jankowski, architecte, ont été réalisés par Les Ateliers Loire en 1967[77] ;
  - un orgue neuf de Max Joseph Alexandre Roethinger a été construit en 1969[78],[79].
- La chapelle Notre-Dame des Ermites[80].
- Le monument du souvenir[81].
- L'oratoire Sainte-Richarde[82].
- La Vierge de la Délivrance[83].
- Autres lieux et patrimoines :
  - Roche du Sphinx : on accède au panorama sur la vallée en suivant un sentier botanique. Un parcours de santé est également tracé dans son voisinage[84] ;
  - Ruines d'un château-fort au lieu-dit Pré du Château ;
  - L’inventaire des fermes a été réalisé par le service régional[85] ;
  - Piste multi-activités entre Saint-Léonard et Fraize, sur l'emprise de l'ancienne voie ferrée.

### Personnalités liées à la commune
- Jean-Baptiste Lemire (Colmar 1867 - La Flèche 1945) : chef d'orchestre (des Papeteries) dans cette commune et compositeur ;
- Albert Pierrat, contrôleur des mines[86] ;
- Guy Delacôte, ingénieur général des Mines, né à Anould, 8 décembre 1906[87] ;
- Martin (1665) et son fils Nicolas Ferry (1690-1763), fondeurs de cloches à Anould. Ce dernier est l'arrière-arrière-grand-père de Jules Ferry[88].
- Jean-Baptiste Cuny. Né à Anould en 1817, le « Père Cuny », comme on l’appelait à l’époque[89].

### Héraldique
| Blason | Blasonnement : Écartelé au premier d'or à trois montagnes accolées de sinople chargée chacune d'un filet en bande d'argent, et surmontées d'un faucon pèlerin de sable ; au deuxième de gueules au soleil d'or mouvant du canton senestre accompagné de trois fleurs de colchiques d'argent posée 1 - 2 ; au troisième d'argent à deux sapins de sable mis en bande ; au quatrième d'azur à quatre truites la 1re et la 4e en pal et affrontées, la 2e et la 3e en fasce et adossées. Commentaires : par ce blason, la commune d’Anould a voulu symboliser les montagnes qui l'entourent, avec les galeries de mines et le faucon dans le ciel, les prairies par les colchiques dorées au soleil, les sapins des forêts vosgiennes et les truites des torrents. |